# Ельмінія
Ельмінія (Elminia) — рід горобцеподібних птахів родини Stenostiridae. Містить 5 видів.

## Таксономія
Традиційно, рід відносився до родини монархових (Monarchidae). У 2005 році, згідно з молекулярними дослідженнями, рід віднесли до родини Stenostiridae.

## Поширення
Рід поширений в Західній, Центральній та Східній Африці.

## Опис
Невелика пташка завдовжки 11-18 см, вага тіла 5-12 г .

## Види
- Ельмінія сиза (Elminia albicauda)
- Ельмінія білочерева (Elminia albiventris)
- Ельмінія гірська  (Elminia albonotata)
- Ельмінія блакитна (Elminia longicauda)
- Ельмінія чорноголова  (Elminia nigromitrata)